# Luciosoma spilopleura
Luciosoma spilopleura är en fiskart som beskrevs av Bleeker, 1855. Luciosoma spilopleura ingår i släktet Luciosoma och familjen karpfiskar. Inga underarter finns listade i Catalogue of Life.